# Comté de Grayson (Virginie)
Pour les articles homonymes, voir Comté de Grayson.
Le comté de Grayson est un comté de Virginie, aux États-Unis.